# Celebration – The Video Collection
Celebration: The Video Collection je DVD kompilacija najboljih videa američke pjevačice Madonne. Izdana je 29. rujna 2009. pod Warner Bros. Recordsom, kao pratnja kompilaciji najvećih hitova Celebration. Ovo izdanje slijedi nakon istih takvih, The Immaculate Collection (1990) i The Video Collection 93:99 (1999). Sadrži četrdeset sedam glazbenih videa koji se protežu kroz cijelu Madonninu karijeru od 1983. – 2009.
Kritičari su dijelili raznolike komentare. Dok su jedni bili razočarani kvalitetom i čistoćom videa, drugi su hvalili ovu kolekciju koja je prikazala Madonnu kao vizualnog umjetnika. Celebration- The Video Collection je debitirala na vrhu Billboard Top Music Video, te na svim većim tržištima. RIAA je kompilaciji dodijelila platinastu certifikaciju za prodanih 100.000 kopija.

## O kompilaciji
Madonnina glasnogovornica Liz Rosenberg najavila je 18. ožujka 2009. izdavanje kompilacije najvećih hitova za rujan. Konačno je objavljen i datum 28. rujna 2009. kao dan izlaska kompilacije, a na Madonninoj web stranici je objavljeno i izdavanje DVD-a s Madonninin najboljim glazbenim videima. Kompilacija sadrži veliku većinu (47) Madonninih glazbenih videa sve od 1983. i "Burning Up" pa do 2009. i najnovijeg videa za pjesmu "Celebration". Po prvi puta se na nekoj Madonninoj kompilaciji pojavljuju spotovi za pjesme "Burning Up", "Into the Groove", "True Blue", "Who's That Girl", "Erotica", "Deeper and Deeper", "I Want You", "I'll Remember" i  "American Pie". Uključuje i nagrađivane spotove za pjesme "Like a Virgin", "Papa Don't Preach", "Open Your Heart", "Like a Prayer", "Express Yourself", "Vogue", "Rain", "Take a Bow", "Frozen", "Ray of Light", "Beautiful Stranger", "Music", "Don't Tell Me" i "Hung Up".
Iako DVD uključuje veliku većinu Madonninig glazbenih spotova, na popisu se neće naći spotovi za pjesme "Everybody", "Gambler", "Oh Father", "Dear Jessie", "This Used to Be My Playground", "Bad Girl", "Fever", "Love Don't Live Here Anymore", "You Must Love Me", "Don't Cry for Me Argentina", "Another Suitcase in Another Hall", "Drowned World/Substitute For Love", "Nothing Really Matters" i "American Life". Također je isključeno i Madonnino gostovanje za singl Britney Spears "Me Against the Music".

## Popis glazbenih spotova
Za DVD izdanje najavljeno je 47 glazbenih spotova:
| DVD1 1. "Burning Up" — 3:41 1 2. "Lucky Star" — 4:00 3. "Borderline" — 3:55 4. "Like a Virgin" — 3:50 5. "Material Girl" — 4:46 6. "Crazy for You" — 4:03 1 7. "Into the Groove" — 3:50 1 8. "Live to Tell" — 4:35 1 9. "Papa Don't Preach" — 5:05 10. "True Blue" — 4:02 1 11. "Open Your Heart" — 4:22 12. "La Isla Bonita" — 4:02 13. "Who's That Girl" — 3:43 1 14. "Like a Prayer" — 5:51 15. "Express Yourself" — 4:30 16. "Cherish" — 4:31 17. "Vogue" — 4:50 18. "Justify My Love" — 5:05 1 19. "Erotica" — 5:18 1 20. "Deeper and Deeper" — 5:33 1 21. "Rain" — 4:34 22. "I'll Remember" — 4:06 1 | DVD2 1. "Secret" — 4:23 2. "Take a Bow" — 4:33 3. "Bedtime Story" — 4:26 4. "Human Nature" — 4:33 5. "I Want You" — 6:23 1 6. "You'll See" — 4:39 1 7. "Frozen" — 5:21 8. "Ray of Light" — 5:05 9. "The Power of Good-Bye" — 4:09 10. "Beautiful Stranger" — 4:35 11. "American Pie" — 4:36 1 12. "Music" — 4:44 1 13. "Don't Tell Me" — 4:40 1 14. "What It Feels Like for a Girl" — 4:44 1 15. "Die Another Day" — 4:38 1 16. "Hollywood" — 3:58 1 17. "Love Profusion" — 3:53 1 18. "Hung Up" — 5:26 1 19. "Sorry" — 4:43 1 20. "Get Together" — 3:59 1 21. "Jump" — 3:23 1 22. "4 Minutes" — 4:06 1 23. "Give It 2 Me" — 4:14 1 24. "Miles Away" — 3:51 1 25. "Celebration" — 3:41 1 |

Napomena:
- 1spotovi koji se prvi puta pojavljuju na Madonninoj kompilaciji

## Režija
| - Jean-Baptiste Mondino ("Open Your Heart", Justify My Love", "Human Nature" "Don't Tell Me" i "Hollywood") - Jonas Åkerlund ("Ray of Light", "Music", "Jump" i "Celebration") - Mary Lambert ("Borderline", "Like A Virgin", "Material Girl", "La Isla Bonita" i "Like A Prayer") - James Foley ("Live to Tell", "Papa Don't Preach" i "True Blue") - David Fincher ("Express Yourself" i "Vogue") - Mark Romanek ("Rain" i "Bedtime Story") - Michael Haussman ("Take a Bow" i "You'll See") - Steve Barron ("Burning Up") - Arthur Pierson ("Lucky Star") - Harold Becker ("Crazy for You") - Susan Seidelman ("Into the Groove") - Peter Rosenthal ("Who's That Girl") - Herb Ritts ("Cherish") - Fabien Baron ("Erotica") - Bobby Woods ("Deeper and Deeper") | - Alek Keshishian ("I'll Remember") - Melodie McDaniel ("Secret") - Earle Sebastian ("I Want You") - Chris Cunningham ("Frozen") - Matthew Rolston ("The Power of Good-Bye") - Brett Ratner ("Beautiful Stranger") - Philip Stolzl ("American Pie") - Guy Ritchie ("What It Feels Like for a Girl") - Traktor ("Die Another Day") - Luc Besson ("Love Profusion") - Johan Renck ("Hung Up") - Jamie King ("Sorry") - Logan ("Get Together") - Jonas & François ("4 Minutes") - Tom Munro & Nathan Rissman ("Give It 2 Me") - Nathan Rissman ("Miles Away") |

## Na ljestvicama
| Država      | Pozicija |
| ----------- | -------- |
| Argentina   | 1        |
| Australija  | 1        |
| Austrija    | 1        |
| Češka       | 1        |
| Danska      | 1        |
| Finska      | 1        |
| Francuska   | 1        |
| Irska       | 1        |
| Italija     | 1        |
| Japan       | 4        |
| Mađarska    | 1        |
| Nizozemska  | 1        |
| Norveška    | 1        |
| Novi Zeland | 3        |
| Njemačka    | 1        |
| Portugal    | 1        |
| Španjolska  | 1        |
| Švedska     | 1        |
| Švicarska   | 1        |
| SAD         | 1        |

| Država    | Certifikacija |
| --------- | ------------- |
| Argentina | 2x Platinasta |
| Francuska | 2x Platinasta |
| Portugal  | Zlatna        |
| SAD       | Platinasta    |

## Datumi izdanja
| Država            | Datum              |
| ----------------- | ------------------ |
| Brazil            | 21. rujna 2009.    |
| Njemačka          | 25. rujna 2009.    |
| Australija        | 28. rujna 2009.    |
| Portugal          | 28. rujna 2009.    |
| Sjedinjene Države | 29. rujna 2009.    |
| Turska            | 5. listopada 2009. |
| Meksiko           | 8. listopada 2009. |